# Tanoli
Les Tanoli (ou Tanole, Tanolian, Taniwal) sont les membres d'une tribu pendjabi (hindko) originaire de la rivière Tanubal (en Afghanistan).